# Восставший из ада 7: Армия мертвецов
«Восставший из ада 7: Армия мертвецов» (англ. Hellraiser: Deader) — американский слэшер-фильм ужасов 2005 года, седьмая часть серии Восставший из ада. Режиссёр Рик Бота, оригинальный сценарий написал Нил Маршалл Стивенс.
Как и в случае с Восставшим из ада 5: Инферно и Восставшим из ада 6: Поиски ада, он начинался как несвязанный специальный сценарий, который впоследствии был переписан (Тимом Дэем), как фильм франшизы «Восставший из ада». Как и пятый фильм, создатель сериала Клайв Баркер даже поверхностно не участвовал в создании седьмой части.
Восставший из ада 7: Армия мертвецов был снят на месте в Румынии в 2002 году. В последующие годы он видел лишь несколько отдельных предварительных показов, прежде чем, наконец, 7 июня 2005 года он был выпущен прямо на видео в Соединённых Штатах.
Фильм получил достаточно прохладные отзывы от критиков и зрителей. На основании 7 обзоров фильм получил 14% на Rotten Tomatoes со средней оценкой 3,70 из 10.

## Сюжет
Репортер Эми Кляйн отправляется в Бухарест по поручению своего босса Чарльза, чтобы расследовать видеозапись, на которой запечатлено ритуальное убийство и последующее оживление члена секты, называющей себя «Мертвецы». Эми отслеживает обратный адрес кассеты и обнаруживает труп ее отправителя, Марлы, с Конфигурацией Плача. Она возвращается в свой отель и открывает шкатулку, вызывая сон, в котором она видит Пинхеда. Эми погружается в субкультуру Бухареста и знакомится с Джоуи, который предупреждает ее о «Мертвецах» и замечает, что у Эми «склонность к саморазрушению».
Эми ищет зацепки и в конце концов выходит на Винтера Лемаршана, лидера культа. Винтер, как потомок мастера игрушек, который создал шкатулку, верит, что ему суждено попасть в мир сенобитов и стать их хозяином. Винтер не может открыть шкатулку сам, поэтому считает, что сделать это может только человек, страдающий нигилизмом, вызванным травмой. С этой целью он основал группу «Мертвецы» и привлек эмоционально уязвимых последователей, чтобы убивать и воскрешать их. Винтер проделывает это с Эми, в результате чего она видит продолжительный сон наяву, в котором вновь переживает физическое и сексуальное насилие своего отца и последующее его убийство в детстве.
Вернувшись в мир живых, Эми успешно открывает шкатулку и призывает сенобитов. Пинхед выражает презрение к Винтеру и его семье, отрицая, что кто-либо из смертных когда-либо мог контролировать сенобитов. Он убивает «Мертвецов», а затем указывает Эми, что теперь она в долгу перед ними, открыв шкатулку, и говорит, что ее отец ждал ее в Аду. Не желая быть схваченной, Эми убивает себя, в результате чего шкатулка закрывается и испускает электрический разряд, который изгоняет сенобитов обратно в Ад и заставляет лагерь «Мертвецов» взорваться. Позже Чарльз, не подозревающий о местонахождении и судьбе Эми, поручает новой журналистке разобраться с записью. Фильм заканчивается тем, что репортер показывает шкатулку, которая была найдена в разрушенном комплексе.

## В ролях
- Кэри Вюрер — журналистка Эми Кляйн
- Пол Рис — владелец шкатулки Винтер Лемаршан, лидер секты живых мертвецов
- Саймон Канц — шеф журналистки Чарльз Ричмонд
- Марк Уоррен — журналистка с которым встречалась в вагоне метро Джой, парень
- Георгина Риланс — самоубийство которой журналистка видела в видео Марла, девушка
- Даг Бредли — сенобит Пинхэд

## Награды и номинации
- 2006 — «Fangoria Chainsaw Awards» — Кэри Вюрер — номинация в категории лучшая актриса